# Schuurmansia
Schuurmansia é um género botânico pertencente à família Ochnaceae. A distribuição nativa desta espécie vai desde o Bornéu até à Nova Guiné. É uma árvore e cresce principalmente no bioma tropical húmido..
1. ↑  «Schuurmansia — World Flora Online». www.worldfloraonline.org. Consultado em 19 de agosto de 2020